# Daniel Cross
(Daniel Cross)
Daniel Cross (9 marzo 1974 – Roma, 14 dicembre 2012) è un personaggio immaginario dell'universo di Assassin's Creed protagonista, assieme a Nikolai Orelov, dei fumetti Assassin's Creed: The Fall e Assassin's Creed: The Chain.

## Biografia del personaggio
(Daniel)
A seguito di una notte passata a bere alcolici in un locale di Philadelphia, Daniel fu portato via da Hannah Mueller, un membro degli Assassini, e introdotto ad un nuovo stile di vita. Incuriosito dalle sue visioni della vita passata del suo bisnonno Nikolai Orelov, Daniel si unì all'Ordine degli Assassini e rese lo scopo della sua vita quello di incontrare il loro Mentore, convinto che potesse aiutarlo a capire il significato del suo dono.
Daniel viaggiò due anni per il mondo, visitando tutti i maggiori campi degli Assassini, alla ricerca del Mentore, prima di essere ricevuto in udienza. Fu durante questo incontro che un comando dormiente, impiantato nella mente di Daniel quando era molto piccolo, si attivò.
Daniel uccise il Mentore e fu costretto a fuggire e a lasciare l'Ordine degli Assassini, tornando dalle uniche persone che avrebbero potuto accettarlo, le Abstergo Industries. Lì, Daniel si unì all'Ordine dei Templari, di cui divenne un Maestro e membro dell'Inner Sanctum nel 2012.
Nel settembre dello stesso anno, Daniel catturò l'ex Assassino Desmond Miles, che condusse alla Abstergo, dove divenne una delle cavie del Progetto Animus del Dr. Warren Vidic. Dopo la fuga dalla Abstergo di Desmond ed il fallimento del Progetto Sirena, Daniel ne seguì le tracce e si confrontò con lui più volte in giro per il mondo con lo scopo di recuperare la Mela dell'Eden in suo possesso per conto di Vidic. Durante il loro ultimo incontro, avvenuto nella struttura della Abstergo di Roma, Daniel venne assassinato dallo stesso Desmond.

### Giovinezza
Daniel Cross, il cui nome di nascita è sconosciuto, quando era ancora molto piccolo, viene rapito dagli uomini delle Abstergo Industries e sottoposto ad almeno un intervento di chirurgia.
Dopo aver reso Daniel il Soggetto 4 del Progetto Animus, la Abstergo esplorò i suoi ricordi genetici, causandogli le allucinazioni tipiche dell'effetto osmosi anni più tardi. Utilizzando una copia di un Frutto dell'Eden, il Dr. Warren Vidic inserì nella mente di Daniel un impulso nascosto che avrebbe dovuto portarlo ad uccidere il Mentore dell'Ordine degli Assassini quando se ne sarebbe presentata l'occasione. Dopodiché, il piccolo Daniel fu abbandonato sulla strada. Vagò per la campagna per un po' di tempo, finché non fu trovato da una coppia che stava passando di lì in macchina. Quando loro gli chiesero quale fosse il suo nome, Daniel rispose tristemente che voleva tornare a casa sua, ma in russo, la lingua del suo antenato di cui era stato costretto a rivivere i ricordi.
Daniel crebbe e diventò un criminale, continuando a soffrire di improvvise allucinazioni, così vivide da portarlo spesso a confondere se stesso con il suo bisnonno, Nikolai Orelov.
Non essendo in grado di comprendere e contrastare le allucinazioni causate dall'effetto osmosi, Daniel si diede all'alcol e alla droga. Alla fine, la sua dipendenza dalla droga portò alla morte della sua fidanzata, Kelly. Daniel fu arrestato e, una volta rilasciato, obbligato dal tribunale a sottoporsi a delle visite mediche e a prendere dei medicinali che reprimessero le allucinazioni.
In un certo momento del 1998, quando iniziò a sembrare evidente che Daniel non stava prendendo le medicine che gli erano state prescritte, lo psichiatra che gli era stato assegnato dal tribunale gli ricordò che era obbligato a farlo dalla legge. Tuttavia, Daniel, stanco di prendere quel tipo di medicinali, gettò via la ricetta medica in un cestino della spazzatura e si recò in un bar.
Lì, Daniel bevve una grande quantità di bevande alcoliche e si propose ad alcune ragazze presenti, prima di vomitare nei bagni del locale. In quel momento, iniziò ad avere un'altra delle sue allucinazioni, a causa della quale vide il tentativo del suo antenato di assassinare lo Zar Alessandro III, prima di essere cacciato fuori dal locale per la confusione che stava creando all'interno.
Una volta fuori dal locale, Daniel fu fermato da un uomo che provò a sincerarsi se si sentisse bene o meno. Tuttavia, essendo ancora in preda alle allucinazioni, accusò l'uomo di essere un Templare e provò a colpirlo con un coltello. Prima che fosse in grado di pugnalare l'uomo, Daniel fu fermato da Hannah Mueller che, credendolo un Assassino, lo rimproverò per i suoi gesti e lo fece salire sulla sua auto per riportarlo al suo campo.

### Introduzione nell'Ordine
(Paul Bellamy a Daniel)
Il giorno seguente, Daniel si svegliò in un luogo a lui sconosciuto e apprese poco dopo da Hannah che era stato portato in un campo degli Assassini nei pressi di Philadelphia. Poi la ragazza gli disse che non erano stati in grado di riportarlo nella sua baracca e che al campo nessuno era in grado di riconoscerlo.
Subito dopo, i due incontrarono Paul Bellamy, il responsabile del campo, che si collegò al discorso che Hannah stava facendo, dicendo a Daniel che non avevano trovato alcun riferimento a lui in alcun registro del personale dell'Ordine degli Assassini. Daniel allora spiegò spazientito nuovamente che non sapeva nulla né di Assassini né di Templari, nonostante il tatuaggio che portava sul braccio rappresentasse il simbolo dell'Ordine.
In quel momento, Daniel ebbe un'altra visione e pronunciò a voce alta alcune parole che il suo bisnonno Nikolai aveva detto in uno dei suoi ricordi. Quando Paul provò a chiedergli che cosa stesse accadendo, e che cosa volesse dire "Tunguska", Daniel provò ad andarsene dal campo, ma fu bloccato da due Assassini. I tre iniziarono una lotta a mani nude, in cui Daniel riuscì a mettere fuori gioco i suoi avversari, prima di essere indotto a fermarsi da Paul, che gli puntò al collo la sua lama celata. Daniel tornò in sé stesso e fu riportato nella baracca che gli era stata assegnata la notte precedente.
Quella sera, in un impeto di rabbia, Daniel rovesciò i mobili della sua stanza, attirando l'attenzione di Hannah. Avendo ormai paura delle sue sempre più frequenti allucinazioni, Daniel le disse che aveva lasciato le sue medicine nel suo appartamento, e che aveva assolutamente bisogno di prenderle.
Nonostante il suo primo rifiuto, Hannah fu impietosita da Daniel e, dopo avergli fornito un lungo cappotto dotato di cappuccio in cui potesse nascondersi il più possibile, i due lasciarono il campo e si diressero all'appartamento del ragazzo. I due raggiunsero l'appartamento, dove tuttavia Daniel si rese conto di aver finito tutte le sue medicine, poiché ne aveva gettato via l'ultimo flacone il giorno precedente. Daniel cadde velocemente in un profondo stato di sconforto e Hannah, per cercare di aiutarlo, gli suggerì che sarebbe stato meglio per lui lasciare uscire ciò che era bloccato all'interno della sua mente.

### Ricerca del suo scopo
Dopo una breve discussione sull'importante ruolo dell'Ordine degli Assassini nei brogli delle imminenti elezioni presidenziali, Hannah gli chiese se ricordasse mai qualcosa dopo aver avuto una allucinazione. Dopo essersi alzato in piedi, Daniel si diresse alla finestra, sulla cui condensa disegnò la figura di un Bastone, di cui non conosceva alcun significato.
In quel momento, Paul Bellamy irruppe nella stanza. Dopo essersi avvicinato a loro, gli disse che era appena stato al telefono con William Miles, i cui registri menzionavano una piccola squadra di Assassini che era stata mandata in missione a Tunguska nel 1908, di cui solo uno era sopravvissuto. Quell'uomo, che era il bisnonno di Daniel, era successivamente emigrato in America.
Dopo aver sentito il nome del suo antenato, Daniel iniziò a soffrire di un'altra allucinazione, in cui vide ciò che accadde a Nikolai nella missione di recupero del Bastone dell'Eden a Tunguska. Paul allora invitò Daniel a dire loro ciò che stava accadendo nella sua testa in quel momento, ricevendo però un pugno come risposta.
Daniel lasciò improvvisamente l'appartamento e iniziò a salire sul tetto del palazzo, continuando a rivivere gli eventi, a cui assistette il suo bisnonno nel 1908, che trapelavano nella sua mente. Paul e Hannah allora, per evitare che Daniel si facesse del male, iniziarono a rincorrerlo, implorandolo di scendere dal tetto insieme a loro. Nel momento in cui la visione raggiunse il suo stato culminante, la mente di Daniel fu invasa da immagini del presente, del passato e del futuro; la Mela dell'Eden, Nikola Tesla, l'Eden e la sua stessa nascita. Daniel collassò sul pavimento, ma fu subito raggiunto e soccorso da Hannah, a cui disse che stava bene e che aveva finalmente chiaro lo scopo della sua vita e che voleva incontrare il Mentore dell'Ordine degli Assassini.

### L'incontro con il Mentore
Nei due anni successivi, Daniel cercò in giro per il mondo degli indizi che potessero suggerirgli dove si trovasse il Mentore, visitando i maggiori campi degli Assassini durante la sua ricerca. In ogni campo, Daniel si appellò ai suoi confratelli Assassini, ricercando il loro supporto e guida.
Il 5 novembre del 2000, mentre si stava rinfrescando nella stanza di un albergo, Daniel fu attaccato da alcuni di uomini mascherati che, dopo una breve colluttazione, gli somministrarono un sedativo. Il giorno seguente si svegliò nell'ufficio del Mentore di Dubai.
Nonostante lo smarrimento iniziale, Daniel capì velocemente che l'uomo che si trovava davanti a lui era il Mentore dell'Ordine degli Assassini. Il Mentore gli disse che sapeva chi Daniel fosse, poiché ne aveva tenuto d'occhio i progressi e le azioni, e delle sue allucinazioni, constatando come fossero una risorsa preziosa per l'Ordine.
Successivamente il mentore spiegò a Daniel come il titolo di "Mentore", così come la somma totale delle conoscenze dei Mentori, venisse passato in maniera diretta dal predecessore. Poi passò a spiegare al ragazzo come nel corso de secoli l'Ordine avesse cambiato il suo modo di operare e come non eliminasse più semplicemente coloro che diventavano troppo potenti o avidi.
Dopodiché, il Mentore donò la sua lama celata a Daniel, spiegandogli come l'arma ormai fosse utilizzata solo per le cerimonie, nonostante fosse ancora perfettamente funzionante.
Non appena ricevette la lama, Daniel fece ciò per cui era stato programmato anni prima. Dopo aver indossato il bracciale della lama, Daniel richiamò l'impulso che era stato inserito nel suo subconscio da Warren Vidic anni prima alla Abstergo.
Daniel, seguendo questo impulso, assassinò il Mentore con la lama celata. Immediatamente si pentì della sua azione, non capendo il perché avesse fatto una cosa del genere. Subito dopo, sentendo delle voci provenire da fuori la porta dell'ufficio, Daniel saltò attraverso il vetro della finestra, giù dal grattacielo, tuffandosi in mare. Dopodiché iniziò a dirigersi verso l'unico luogo in cui ormai avrebbero potuto accoglierlo, la Abstergo.

### Ritorno alla Abstergo
Il 21 novembre, Daniel riuscì finalmente a fare ritorno alla struttura di ricerca delle Abstergo Industries di Philadelphia. Non appena arrivò, Daniel chiese di poter essere reinserito immediatamente all'interno dell'Animus; tuttavia fu solamente dopo un attacco del ragazzo ad una sfortunata segretaria che Warren Vidic si convinse dell'urgenza della richiesta. Daniel fu inserito nuovamente nell'Animus, dove fu libero di esplorare i ricordi genetici del suo antenato, Nikolai Orelov, che ebbero un effetto calmante sul ragazzo.
Daniel fu presto fatto uscire dall'Animus e legato ad un letto medico. Poi, sotto la supervisione di Stearns e di altri dipendenti Abstergo di alto grado, la dottoressa Sung fu costretta ad estrarre informazioni da Daniel somministrandogli delle dosi di SK-345. Così, il ragazzo rivelò inconsciamente la posizione ed i segreti dei nascondigli degli Assassini che aveva visitato negli ultimi due anni, permettendo ai templari di iniziare "la Grande Purga", finalizzata alla distruzione dell'Ordine nemico.
Nei quattordici mesi seguenti, Daniel continuò le sue sessioni all'interno dell'Animus, attraverso il quale rivisse i ricordi del suo antenato Innokenti Orelov sotto la supervisione della dottoressa Sung. Solamente nel 2002, la dottoressa lo disconnesse dalla macchina, poiché il suo cervello era al limite della sopportazione. Dopo essersi presentata ed aver informato Daniel di quanto tempo avesse passato all'interno dell'Animus, la donna gli spiegò di come tutti i Templari lo considerassero oramai un eroe poiché era riuscito a localizzare ed assassinare il Mentore. Daniel venne poi condotto al suo appartamento privato alla struttura della Abstergo di Philadelphia, offerto dalla azienda stessa, dove presto soffì nuovamente dell'effetto osmosi, grazie alla quale rivisse alcuni ricordi di Innokenti Orelov.
Quella sera stessa, Daniel riuscì ad incontrare la dottoressa Sung poco prima che lasciasse la struttura per andare a casa. Tuttavia, nel momento dell'incontro, Daniel soffrì dell'effetto osmosi, che lo portò a confondere la donna con Anna Orelov, la moglie di Nikolai. Il ragazzo implorò la dottoressa di farlo rientrare nell'Animus, che però rifiutò, spiegandogli che sarebbe stato meglio per la sua salute non utilizzare più la macchina in maniera eccessiva. Dopodiché, mentre la donna lasciava la struttura, Daniel riuscì a rubarle una chiave, grazie alla quale entrò subito dopo nella sala degli Animi.
Dopo essere passato a fianco degli Animi utilizzati per rivivere i ricordi degli Assassini catturati durante la Grande Purga, Daniel notò su un lettino Paul Bellamy. Tuttavia, il ragazzo decise di ignorarlo e si sdraiò sul lettino di un Animus rimasto libero, su cui rivisse nuovi ricordi dei suoi antenati.
Il mattino seguente, venne svegliato dalla dottoressa Sung, che subito gli mostrò il suo disappunto per essere entrato nella sala senza alcuna autorizzazione. Subito dopo, gli mostrò come l'Animus su cui era sdraiato non fosse in funzione. Dopo essersi scusato per il suo comportamento, Daniel le chiese se possedessero degli incartamenti che mostravano il collegamento tra lui e la famiglia Orelov. La donna ammise la loro esistenza, ma aggiunse che non era necessario che lui cercasse la sua famiglia nel passato poiché avrebbe dovuto considerare la Abstergo come tale. Quella notte, Daniel si svegliò bruscamente dopo aver rivissuto alcuni ricordi dei suoi antenati. Subito dopo, osservò a lungo la foto di Nikolai Orelov presente nell'incartamento dedicato a lui, che poi stropicciò a malincuore.

### Primi compiti come Templare
Negli anni seguenti, Daniel scalò i ranghi all'interno dell'Ordine dei Templari e gli venne assegnato il compito di addestrare le nuove reclute per combattere contro gli ultimi Assassini rimasti dopo la Grande Purga. Prendendo speciali medicinali e grazie ad appuntamenti settimanali con la dottoressa Sung, Daniel riuscì a convivere con l'effetto osmosi. Inoltre, gli venne permesso di portare una lama celata, modificata e migliorata dalla Abstergo rispetto alla versione donatagli dal Mentore, come sua arma personale.
Tempo dopo, Daniel incontrò Vidic ed altri importanti membri dell'Ordine dei Templari, che gli dissero di lasciare che Rothschild si preoccupasse di continuare ad addestrare le nuove reclute mentre a lui sarebbero stati affidati degli incarichi più importanti. Gli attacchi ai campi degli Assassini avevano permesso ai Templari di ottenere molte preziose informazioni, tra cui la posizione della biblioteca di Ivan il Terribile. Daniel fu così inviato ad indagare su quale fosse il nesso tra la biblioteca e l'Ordine degli Assassini, che sembrava la usassero da generazioni come deposito per alcuni oggetti di grande valore, come il Codice del Profeta.
Daniel si recò a Mosca e, dopo aver scoperto un ingresso segreto sotto il Teatro del Bolscioi, entrò nella biblioteca. Una volta dentro, fu accolto dal guardiano della biblioteca, che lo credeva il suo sostituto che aspettava da tempo. Dopodiché l'Assassino mostrò a Daniel il tesoro più prezioso che era custodito all'interno della biblioteca, gli scritti del Profeta e Mentore Ezio Auditore da Firenze. Daniel allora uccise il guardiano, poi lesse la pagina del Codice dove Ezio aveva trascritto il messaggio che Minerva aveva recapitato ad un tizio di nome Desmond attraverso di lui. Dopo aver comunicato alla Abstergo il contenuto della pagina, prese lo scrigno contenente le pagine del Codice e lasciò la biblioteca.
Poco tempo dopo essere uscita dalla biblioteca, Daniel visitò una chiesa, dove incontrò una anziana signora, che gli disse che le ricordava suo figlio. Dopodiché, dopo aver capito che Daniel era uno straniero dalla croce che portava al collo, differente da quelle che portano i cristiani Ortodossi, la donna gli chiese che cosa lo portasse a Mosca. Daniel rispose che si trovava lì per "visitare la sua famiglia" e la donna constatò che non esiste alcun legame più forte di quello del sangue. Il ragazzo annuì, dopodiché lasciò la chiesa.

### Maestro Templare
Successivamente, a Daniel venne concesso il titolo di Maestro Templare ed entrò a fare parte dell'Inner Sanctum dell'Ordine.
Nel 2011, Daniel guidò una squadra di Templari ad un attacco a sorpresa ad un nascondiglio degli Assassini. Una volta raggiunto l'edificio, la squadra trovò solamente Hannah Mueller, rimasta indietro per rallentare i Templari ed agevolare la fuga dei compagni, che tentò di convincere Daniel a ritornare con loro. Nonostante si conoscessero bene, Daniel ignorò le preghiere della ragazza e la uccise.
Nel 2012, Daniel era presente all'Aeroporto Internazionale di Denver nel momento in cui una Mela dell'Eden esplose uccidendo quasi tutti i presenti, mentre alcuni scienziati della Abstergo stavano tentando di installarla su un satellite. Rimase talmente sconvolto e scioccato da quello che vide e visse in quell'occasione, da rifiutare in seguito ogni ordine che gli imponesse di tornare nella città del Colorado.
Nel settembre del 2012, fu uno dei responsabili della localizzazione di Desmond Miles, sebbene lasciò ai suoi compagni il compito di catturarlo. Dopo la fuga di Desmond dalla struttura della Abstergo di Roma, Daniel si sentì molto frustrato, soprattutto dopo aver scoperto di non essere stato né incluso né messo a conoscenza del Progetto Sirena.
Pochi giorni dopo, il 12 settembre, Daniel condusse un gruppo di Templari ad un attacco ad un nascondiglio degli Assassini a Whistler, in Canada. Durante l'operazione, gli agenti uccisero gli Assassini che stavano tentando una fuga disperata.
Solamente un mese dopo, il 13 ottobre, telefonò alla dottoressa Sung per parlarle della sua grande agitazione dovuta al fallimento del Progetto Sirena e della morte di Lucy Stillman. Nonostante il suo stato di panico, il ragazzo accettò di incontrare la donna per parlarle delle sue preoccupazioni.
Successivamente, decise di recarsi a Roma per collaborare con Vidic al ritrovamento della squadra di Assassini persa. Tuttavia al suo arrivo, Daniel apprese da Theodore Rizzo che avrebbe dovuto occuparsi solamente dell'addestramento delle reclute. Nonostante richiedesse insistentemente di collaborare al ritrovamento di Desmond, Vidic riuscì a convincerlo che fosse l'unico in grado di addestrare le reclute in maniera ottimale. Dopo aver ottenuto di avere il permesso di essere inserito nel programma per ritrovare Desmond in pochi giorni, Daniel accettò il suo nuovo compito temporaneo.
Il 22 ottobre, tuttavia attaccò fisicamente diverse reclute, tanto che fu necessaria una intera squadra per neutralizzarlo. Visto che sette uomini della Abstergo furono costretti in ospedale a causa dello scontro, Rizzo mandò una email a Vidic in cui mostrava come l'uomo fosse più un pericolo che una risorsa per l'Ordine. Dopo aver ignorato le dimostranze dell'uomo, Vidic gli ordinò di continuare a fare in modo che Daniel fosse impegnato con l'addestramento delle reclute.
Il giorno seguente, lasciò la struttura della Abstergo senza avvisare nessuno. Una volta avvisato dell'accaduto, Vidic disse a Rizzo di monitorare la posizione di Daniel senza interferire o cercare di fermarlo poiché li avrebbe certamente condotti da Desmond Miles e la sua squadra di Assassini.
Il 26 ottobre, un gruppo di agenti della Abstergo, capitanata da Rizzo, trovò Daniel a Firenze, sulle tracce di Desmond Miles. L'uomo informò della posizione dell'uomo il Dr. Vidic, che però gli ordinò di obbedire ai comandi di Daniel. Il giorno dopo, Daniel faceva parte del commando che attaccò la squadra di William nell'Impianto Dinamico Polifunzionale di Osmannoro, a ovest di Firenze. Tuttavia, un gruppo di Assassini guidato da Harlan T. Cunningham tese loro un'imboscata. Daniel tentò di fermare William e la sua squadra, che però usarono su di lui i poteri della Mela dell'Eden in loro possesso. A causa della confusione scatenatagli dalla Mela, Daniel attaccò gli altri membri del commando della Abstergo, mettendone un gran numero al tappeto e permettendo agli Assassini di scappare.
Successivamente, fece ritorno alla sede della Abstergo a Roma, dove riprese le sedute all'interno dell'Animus. L'11 novembre 2012, dopo essere rimasto all'interno della macchina per 72 ore, venne visitato dal dottor Damian Saravakos, che notò come Daniel soffrisse di frequenti mal di testa, allucinazioni, incubi, perdite di memoria e di come le sue condizioni non accennassero a migliorare.

### La ricerca di Desmond Miles
Il 15 novembre, dopo essere rimasto nell'Animus per circa 48 ore nella sede dell'Abstergo a Philadelphia, fuggì dalla sua camera neutralizzando le guardie all'ingresso. Il giorno successivo giunse a New York, dove trovò Desmond Miles, che aveva appena recuperato una delle fonti di energia necessarie per aprire la porta del Grande Tempio. Nonostante gli puntasse conto una pistola, Desmond riuscì a disarmare e colpire Daniel in volto, e successivamente a fuggire.
Daniel venne ritrovato dall'agente Abstergo Otso Berg, mandato ad investigare dopo un'intrusione nei sistemi della società. Cross, in stato confusionale, attaccò l'agente, che riuscì però a neutralizzarlo e a riportarlo a una delle sedi della Abstergo.
Il 2 dicembre, Daniel localizzò Desmond in uno stadio in Brasile, dove una donna era in possesso di una delle fonti di energia necessarie al gruppo di Assassini. Daniel raggiunse la donna prima di Desmond e, dopo aver ucciso lei ed il marito, le rubò la speciale batteria. All'arrivo di Desmond, Daniel fuggì e nel mentre tentò di telefonare a Vidic per informarlo degli ultimi eventi. Tuttavia, Daniel venne raggiunto e messo fuori gioco da Desmond, che recuperò la fonte di energia e fuggì dallo stadio.
Il 6 dicembre, Daniel assistette all'introduzione nell'Ordine di Otso Berg, malgrado non approvasse la scelta di promuoverlo a Maestro Templare. Il 10 dello stesso mese, Daniel venne messo al corrente del fatto che alcuni agenti Abstergo avevano trovato William Miles. Due giorni dopo, si infuriò quando scoprì che Vidic e Laetitia England avevano inviato Berg al Cairo per catturarlo al posto suo, ritenendo che i Templari avessero più fiducia in Berg che in lui. Vidic lo calmò assicurandogli che fosse lui il miglior agente Templare, aggiungendo che il suo compito era quello di concentrarsi sulla cattura di Desmond.

### Morte
Il 14 dicembre, quando Desmond si introdusse nel complesso dell'Abstergo a sud di Roma dove era tenuto prigioniero il padre, Daniel venne inviato a catturarlo. Dopo l'arrivo nel laboratorio dove era stato tenuto prigioniero qualche mese prima, Desmond vide che Daniel gli aveva teso una trappola e lo stava attendendo. Dopo averlo mancato con alcuni colpi di pistola, Daniel gli intimò di consegnargli la Mela dell'Eden in suo possesso.
Tuttavia, poco prima che potesse sparare a Desmond, fu colpito dall'effetto osmosi, che lo distrasse dall'obiettivo e lo portò a parlare in russo. Subito dopo, Daniel cadde nel panico e fuggì dal laboratorio. Desmond però lo inseguì e lo assassinò con la sua lama celata mentre vagava sperduto e senza una meta nella sala dove si teneva il Programma Addestramento Animi.
Il 17 dicembre, Daniel venne sepolto nel cimitero acattolico di Roma.

## Caratteristiche e personalità
La vita di Daniel Cross è stata travagliata dalla confusione causata dalle allucinazione dovute all'effetto osmosi. Questa confusione lo portò nel corso degli anni ad essere maleducato, asociale e a chiudersi in sé stesso, arrivando addirittura ad utilizzare la violenza pur di restarlo.
Dopo aver saputo della figura del Mentore ed essendo convinto che avrebbe potuto aiutarlo a capire ciò che avrebbe dovuto fare della sua vita, Daniel divenne così determinato a volerlo incontrare da cercarlo per tutto il mondo, rifiutandosi di ascoltare i consigli degli altri Assassini, che provavano a convincerlo che stava solamente sprecando il suo tempo. Dopo l'omicidio del Mentore, rimase scioccato dalla gravità del suo gesto.
Sapendo di non poter in alcun modo fare ritorno tra gli Assassini, Daniel fece ritorno dalle uniche persone che avrebbero ancora potuto accettarlo, la Abstergo. Lì, cercò qualcosa che potesse definire come una famiglia e iniziò così ad utilizzare l'Animus per rivivere i ricordi genetici dei suoi antenati, in quanto, come disse lui una volta, erano "la cosa più simile ad una famiglia" che avesse mai conosciuto. Nonostante ciò, successivamente Daniel riuscì ad adattarsi nella sua nuova casa e si unì all'Ordine dei Templari.

## Curiosità
- "Daniel" significa "Giudizio Divino" in ebraico.
- A Daniel fu dato il cognome "Cross", come riferimento alla croce rossa che è il simbolo dei Templari.
- Daniel è uno dei pochi Assassini conosciuti ad essersi successivamente unito alla causa dei Templari. Tuttavia, è l'unico di questi ad aver avuto a che fare con i Templari prima di unirsi all'Assassini, sebbene inconsapevolmente.

## Fonti
La maggior parte del testo proviene dalla voce Daniel Cross di Assassin's Creed Wiki pubblicato con licenza CC-BY-SA 3.0. La lista degli autori è disponibile qui.